# Pleszkowski

Herb szlachecki Pleszkowski

Pleszkowski (Pleskowski, Pogonia Odmienna III, Stefanowicz, Pogonia IV) – polski herb szlachecki z nobilitacji, odmiana herbu Pogonia.

## Opis herbu
Opis zgodnie z klasycznymi regułami blazonowania: 

W polu czerwonym, ramię zbrojne srebrne z szablą o takimż ostrzu i rękojeści złotej. Klejnot – pół męża zbrojnego, z szablą w prawicy. Labry czerwone, podbite srebrem.

 Część autorów, jak Tadeusz Gajl (za Juliuszem Karolem Ostrowskim) rekonstruuje ten herb z mieczem zamiast szabli. Tutaj przytaczamy rekonstrukcję Szymańskiego, która wzorowana jest na pierwszym znanym przedstawieniu tego herbu z Herbów rycerstwa polskiego Paprockiego. Rozbieżność ta powoduje, że niektórzy autorzy, jak Alfred Znamierowski, rozdzielają ten herb na dwa osobne: z mieczem – Stefanowicz, oraz z szablą – Pleszkowski.

## Najwcześniejsze wzmianki
Nobilitacja Krzysztofa Stefanowicza z 21 listopada 1581. Nobilitowany, pisarz skarbu królewskiego pochodzenia ormiańskiego, miał otrzymać przydomek Pleszkowski.

## Herbowni
Pleskowski – Pleszkowski, Stefanowicz.